# Medora (Indiana)
Medora est une municipalité située dans le comté de Jackson, dans l’État de l'Indiana, aux États-Unis. Lors du recensement de 2020, elle comptait 635 habitants.